# 맞불

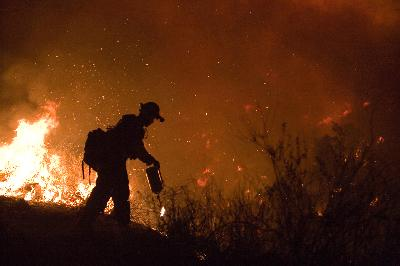
미국 캘리포니아에서 맞불을 놓는 모습.

맞불(backfire)은 산불이 났을 때, 산불이 확장되기 전에 땔감이 될 만한 것을 먼저 태움으로써 산불이 넓은 지역으로 퍼지는 것을 막는 것이다. 산림 관리, 화재 진압, 농업, 대초원 복원 또는 온실가스 저감을 목적으로 의도적으로 불을 피우는 것이다. 맞불은 연소 더미를 통해 슬래시와 연료를 의도적으로 연소하는 것을 의미할 수도 있다. 화재는 숲과 초원 생태 모두에서 자연스러운 부분이며 맞불은 산림 관리인을 위한 도구가 될 수 있다.
맞불은 추운 계절에 수행되어 연료 축적을 줄이고 심각한 화재 가능성을 줄인다. 연소를 통제하면 바람직한 산림 나무의 발아를 자극하고 묘목의 활력을 증가시켜 숲을 재생시키는 토양 미네랄 층을 드러낸다. 로지폴 소나무, 세쿼이아 및 많은 떡갈나무 관목과 같은 일부 구과 식물은 발열성이다. 즉, 불로 인한 열이 구과를 열어 씨앗을 분산시킨다.
산업화된 국가에서는 맞불은 일반적으로 규제 및 허가를 위해 화재 통제 당국에 의해 감독된다.

## 역사
산불이 발생하는 기본 원인은 두 가지이다. 하나는 주로 번개를 통한 자연적인 현상이고, 다른 하나는 인간의 활동이다. 맞불은 야생지 관리에 있어서 오랜 역사를 가지고 있다. 농업 이전 사회에서는 식물과 동물의 생명을 조절하기 위해 불을 사용했다. 화재 역사 연구는 북미와 호주의 원주민에 의해 발화된 주기적인 산불을 기록했다. 아메리카 원주민은 인간과 야생 동물에게 이익이 되는 방식으로 자연 환경을 관리하기 위해 불을 자주 사용했으며, 식물에 영양분을 방출하는 저강도 화재를 시작하고, 경쟁을 줄였으며, 그렇지 않으면 결국 고강도의 재앙적인 화재를 일으킬 수 있는 과도한 가연성 물질을 소비했다.
자연적으로 발생한 화재와 규정된 화재는 한때 많은 지역에서 자연 경관의 일부였다. 미국에서는 모든 화재를 진압한다는 목표를 가지고 연방정부의 화재 정책이 제정된 20세기 초에 이러한 관행이 끝났다. 1995년부터 미국 산림청은 산림 관리 정책에 연소 관행을 천천히 통합해 왔다.
화재 진압은 현재 멸종 위기에 처해 있는 심각하게 멸종 위기에 처한 서식지인 참나무 사바나, 지팡이 갈매기 등 화재 의존도가 높은 생태계를 포함하여 북미 서식지의 구성과 생태를 변화시켰다. 미국 동부에서는 참나무와 같은 불에 강한 나무가 줄어들면서 붉은 단풍나무와 같은 불에 민감한 나무의 수가 늘어나고 있다.